# Souvenir de la Malmaison
Souvenir de la Malmaison est un rosier de type Bourbon qui a été créé en 1843 par le rosiériste français Jean Béluze. Il a été nommé d'après le nom de la roseraie de Joséphine de Beauharnais au château de Malmaison. Ce rosier est aussi connu sous d'autres noms : 'Queen of Beauty' et 'Flagrance'. 
Il est le résultat du croisement de 'Mme Desprez' (rosier Bourbon) x un rosier thé rose.

## Description
'Souvenir de la Malmaison' est un buisson à floraison abondante, qui s'étale durablement de juin à l'automne, particulièrement en
septembre, produisant de nombreuses fleurs odorantes, très doubles, rose pâle, très grandes (10 cm de diamètre environ). Seul inconvénient, ces fleurs résistent mal à l'humidité.
Tchekhov avait planté des roses 'Souvenir de la Malmaison' dans le jardin de sa villa de Yalta en Crimée.

## Descendance
Un sport grimpant, 'Climb. Souvenir de la Malmaison' a été obtenu par Bennett en 1893. Il a lui aussi deux floraisons principales, un peu moins abondantes que celles de la forme buissonnante.
Un autre sport date de 1888, c'est 'Kronprinzessin Viktoria' à très belle floraison odorante, blanc ivoire sur un buisson d'environ 1 m de haut.

## Récompense

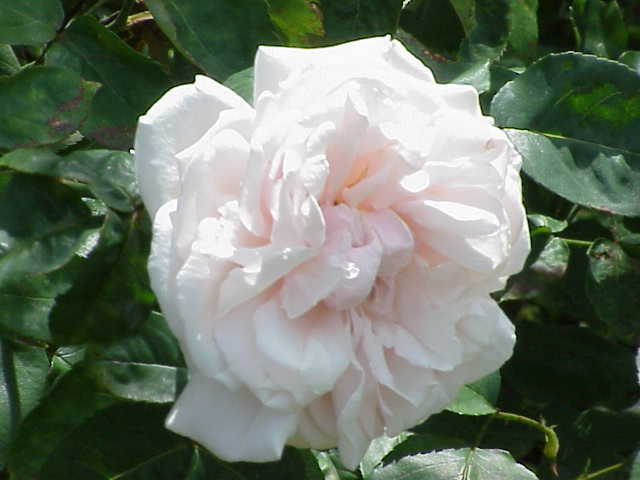
'Souvenir de la Malmaison' à l'Europa-Rosarium de Sangerhausen.

Ce rosier fait partie du Old Rose Hall of Fame, une liste de dix rosiers anciens reconnus comme d'importance historique par la fédération mondiale des sociétés de roses.